# Kikkererwtje
Kikkererwtje of Nohut oġlan is een sprookje uit Turkije.

## Het verhaal
Een oude vrouw en haar man zijn kinderloos. Als ze op een dag de kikkererwten uitzeeft verzucht ze dat ze zoveel kinderen had gewild als erwten. Meteen veranderen de erwten in kinderen, zo groot als een erwt en ze maken een kabaal en hebben honger. De vrouw zou die dag vers brood bakken en heeft het deeg klaar staan, maar dit wordt meteen opgegeten. De man is verbaasd dat er geen vers brood is als hij thuiskomt en hoort wat er is gebeurd. Als dit zo doorgaat, hebben ze zelf geen eten meer. De man zegt de vrouw de volgende dag een ketel water te koken en de kinderen in het kokendhete bad te doen. De slimste heeft zich echter in het sleutelgat verstopt en de vrouw belooft hem niks te doen.
Hij sluit vrede met de vrouw en brengt de man eten. Met een pan pilav aan het zadel gaat hij naar het veld, Erwtje zit in het oor van de ezel. Ze komen een stroopverkoper tegen en deze wil pilav bij zijn pekmez. Erwtje zegt bij de derde lepel dat hij genoeg heeft gehad en de stroopverkoper valt dood neer van de schrik. De pilav met pekmez wordt door de man opgegeten. Erwtje gaat in het oor van een os zitten en ploegt de akker.
Een padisjah komt langs, in gewone kleding om niet te worden herkend, en ziet de os alleen de akker ploegen. Hij groet de boer en hoort dat de zoon van de boer het werk doet. Hij ziet de jongen in het oor en vraagt of de man de jongen wil verkopen. De man stemt toe en Erwtje zegt hem dat hij de padisjah moet volgen. Hij zal een gat in de zak maken en het geld naar buiten gooien.
In het paleis vraagt de padisjah of Erwtje herder, geleerde of kameeldrijver wil worden. Erwtje kiest kameeldrijver en gaat de volgende dag met veertig kamelen naar de wei en laat ze grazen. Hij gaat zelf op een hooimijt zitten en een van de kamelen slikt hem op. De padisjah wordt 's avonds ongerust en roept Erwtje. Hij hoort dat die in de buik van de eerste kameel zit, daarom wordt deze kameel gedood, maar Erwtje zit er niet in. Daarop wordt tweede kameel geslacht en zo vinden alle veertig kamelen de dood. Erwtje is in de lever van de kameel gevlucht en als de padisjah het vlees laat uitdelen, krijgt een arme vrouw dit deel.
De vrouw moet plassen en Erwtje zegt dat ze zich moet verstoppen, waarna ze wegrent zonder de lever. Wanneer hij uit de lever stapt, komen er net twee dieven langs. Ze willen schapen stelen op een boerderij. Erwtje zegt dat hij van hulp kan zijn, daarom nemen ze hem mee. Bij de schaapskooi vraagt Erwtje luid of ze een zwart of een wit schaap willen hebben. De boer hoort het gepraat en komt met een lantaarn naar buiten.
Erwtje klimt op de lantaarn en roept dat hij verbrandt, waarna de boer de lantaarn van schrik laat vallen. De dieven pakken wat lammetjes en nemen ze mee naar de oever van de beek. Ze roosteren de lammetjes de volgende ochtend, maar hebben geen water om te drinken. Erwtje sleept een waterzak naar de beek en vult hem met water. Hij pakt een stok, slaat op de zak en roept dat hij de lammetjes niet gestolen heeft. De dieven denken dat het de boer is en rennen weg. Alle kebab is nu voor Erwtje. Hij eet en drinkt naar hartenlust.
De verteller was er bij en kreeg ook een stukje kebab van Kikkererwtje. Maar toen hij de beek overstak, kwaakten de kikkers wak, wak, wakkem. De verteller verstond pak, pak, pak hem, hij liet het vlees maar liggen en rende weg.

## Achtergronden
- Het verhaal verscheen in Az gittik uz gittik van P.N. Boratav in 1969, het werd verteld in Cyprus.
- Het verhaal is bekend in Develi, Kaiseri, Edirne, Elvan, Ankara, Istanboel, Kavakdibi, Kastamonu, Gümüşhane, Bursa, Afyon, Manisa, Arhavi, Çorun en Turken in Bulgarije.
- Er is een gelijkenis met Duimendik van de gebroeders Grimm. De wens zoveel kinderen te hebben als erwten die uitgezeefd worden, komt in vrijwel alle versies van dit verhaal voor, maar ontbreekt in Duimendik.
- Nohut zijn kikkererwten en worden gebruikt als knabbeltje (gedroogd, gebrand en met een laagje eromheen) en als warm eten.
- In De zeven Zwaben (KHM119) denken de mannen dat ze de schout horen als een kikker kwaakt. In dierengeluiden de menselijke taal horen is een humoristische omdraaiing van de hoogstaande mens die de taal van de dieren kan begrijpen, zoals in De trouwe Johannes (KHM6), De witte slang (KHM17) en De drie talen (KHM33).
- Kleine mensen zijn een geliefd onderwerp in veel culturen en komen al voor bij de Griekse en Romeinse schrijvers. Ze moeten niet verward worden met kabouters of dwergen. Zie ook Duimpje de wereld in (KHM45), De jonge reus (KHM90), Duimelijntje en Kleinduimpje. Vergelijk ook het Japanse Issun Boshi (kleinduimpje).
- In Turkije gaan drie op de zes volksverhalen over het hebben van kinderen.[bron?]